# Michael Staines
Michael Joseph Staines (Newport, 1 de mayo de 1885-Dublín, 26 de octubre de 1955) fue un político y policía irlandés, quien fue miembro del Parlamento de Reino Unido y de Irlanda, así como primer Comisionado de la Garda Síochána.

## Biografía
Staines nació en Newport, en el Condado de Mayo, hijo de Margaret Staines, nacida en esa población, y de Edward Staines, oficial de la Real Policía Irlandesa (RIC), que entonces servía en ese condado.
Staines fue miembro de la Hermandad Republicana Irlandesa (IRB) y estuvo en su Consejo Supremo de 1921 a 1922. Se desempeñó como Intendente General en el Oficina General de Correos de Dublín (GPO) durante el Levantamiento de Pascua de 1916 y luego fue internado con sus compañeros insurgentes en el campo de internamiento de Frongoch. Estos hombres recibieron órdenes de internamiento en virtud de la Ley de Defensa del Reino de 1914, que establecía que eran "sospechosos de haber honrado, promovido o asistido a una insurrección armada contra Su Majestad". Esto significaba que no hubo cargos, comparecencias ante el tribunal ni declaraciones de culpabilidad.
Staines fue elegido líder de los prisioneros después de que JJ O'Connell fuera enviado a Reading Gaol el 30 de junio. WJ Brennan-Whitmore describió a Staines como: "un oficial altamente eficiente que se ganó el amor y el respeto de cada prisionero". Los intentos de reclutar hombres en Frongoch para el Ejército Británico resultaron ser una fuente seria de desacuerdo entre los prisioneros y las autoridades del campo. Los prisioneros sintieron que era ridículo esperar que los rebeldes irlandeses lucharan por Gran Bretaña y la Corona. Además, les preocupaba que la aceptación del servicio militar obligatorio en Frongoch pudiera ser el preludio de la introducción del servicio militar obligatorio en Irlanda. Aproximadamente sesenta hombres en Frongoch habían vivido en Gran Bretaña antes del Levantamiento y, en consecuencia, se los consideró sujetos al servicio militar obligatorio. Staines adoptó una actitud muy resuelta sobre la cuestión de la identificación. Le preguntó al coronel F. A. Heygate-Lambert, comandante del campo, si esperaba que los líderes de los prisioneros identificaran a sus camaradas para el servicio militar en el ejército británico. A esto, Heygate-Lambert respondió que era el deber de los líderes identificar a los hombres para todos los efectos. Staines replicó que al identificar a los hombres para el servicio militar se rebajarían al nivel de espías e informantes.
Tras su liberación del Internamiento en Frongoch, colaboró con Éamon de Valera, James Ryan y Eamonn Duggan, entre otros, en la fundación de la New Ireland Assurance Collecting Society, en apoyo de la política de inversión del Sinn Féin en Irlanda. Por esto, fue designado como Director de Abastecimiento del Sinn Féin el 27 de octubre de 1917. También resultó elegido al Parlamento del Reino Unido por el Sinn Féin, en representación del Distrito de Dublín St. Michan's, en las elecciones generales de 1918. Luego se convirtió en miembro del Dáil Éireann, la cámara Baja del Parlamento de Irlanda, trabajando en estrecha colaboración con el lado legal del Gobierno, además de convertirse en Concejal de la Corporación de Dublín. Fue reelegido en 1921 y 1922 por el Distrito electoral del Noroeste de Dublín. Por último, sirvió como Senador.
También fue miembro de la Junta Directiva del Hospital Psiquiátrico Grangegorman. Sin embargo, es más recordado por haber sido el primer Comisionado de la Garda Síochána, la Policía Irlandesa, de la que dijo:

La Garda Síochána tendrá éxito, no por la fuerza de las armas o el número, sino por su autoridad moral como servidores del pueblo.

Accedió al cargo de Comisionado de la Garda Síochána en abril de 1922. Sin embargo, enfrentó problemas internas como un motín interno en marzo del mismo año, cuando los reclutas de la Policía lo obligaron a retirarse del almacén de Kildare. Debido a esto, en septiembre de 1922 fue reemplazado en el cargo por Eoin O'Duffy. Antes de haberse creado la Policía, tanto Staines como O'Duffy habían servido como enlaces entre la RIC y la Policía Republicana Irlandesa durante la Tregua que precedió al Tratado Anglo-Irlandés.